# Anasynodites striatus
Anasynodites striatus är en skalbaggsart som först beskrevs av August Reichensperger 1923.  Anasynodites striatus ingår i släktet Anasynodites och familjen stumpbaggar.

## Underarter
Arten delas in i följande underarter:
- A. s. striatus
- A. s. costaericae